# Vila Christofera Fischera (Aš)
Vila Christofera Fischera je reprezentativní rodinný dům, situovaný v jihozápadní části města Aš.

## Historie
Investorem stavby byl ašský továrník Christofer Fischer, který oslovil stavební firmu Köhler a Pschera – jednu z nejvýznamnějších stavebních společností v Aši na počátku 20. století. Ta vypracovala v roce 1921 plány stavby, dům pak byl dokončen v roce 1923. V majetku Christofera Fischera byla vila až do roku 1945, ve druhé polovině 20. století byly v domě dětské jesle a poté lékařské ordinace. V roce 2021 byla stavba prohlášena kulturní památkou.

## Architektura
Vila je samostatně stojící stavba na čtvercovém půdorysu, se dvěma nadzemními podlažími, suterénem a obytným podkrovím. Je zakončena valbovou střechou s množstvím vikýřů.
Severní průčelí, orientované do ulice Palackého, zaujme nápadným středovým rizalitem s velkým, půlkruhově zaklenutým centrálním schodišťovým oknem. Ve vrcholu štítu je pak trojité sdružené okno. V tomto průčelí je rovněž umístěn hlavní vchod, zvýrazněný edikulou s bosovanými polopilíři. V jižním průčelí, orientovaném do zahrady, je jeden rizalit třípodlažní, s kamennými arkádami v přízemí a krytou verandou v patře, a druhý dvoupodlažní, s polygonálním půdorysem. Fasády jsou spíš střídmé, zdobené mělkými lizénovými rámci, decentními římsami a bosáží. Vila je zbudována ve stylu anglického domu a doplněna některými secesními prvky.
Dominantním prvkem interiéru je centrální schodišťová hala s krbem a černým táflováním. V přízemí jsou směrem do zahrady jídelna, obývací pokoj a pánský pokoj, směrem do ulice pak kuchyně a toaleta. V patře se potom nacházejí pokoje rodičů a dětí, další pokoje pro hosty a sociální zařízení. Technické místnosti (prádelna, žehlírna a sklepy) jsou situovány v suterénu domu. Množství umělecko-řemeslných prvků (táflování, okenní mříže, krb, řezbářská výzdoba, dveře...) se dochovalo do současnosti.
Součástí památkové ochrany je kromě samotného domu také kamenné schodiště ve svažité zahradě a kamenná kašna v jeho blízkosti.